# Movimiento Popular Unido
El Movimiento Popular Unido fue un partido político en Antigua y Barbuda liderado por el ex primer ministro George Walter. Las únicas elecciones generales en las que participaron fueron en las de 1984, en las cuales el partido obtuvio 23%, pero no obtuvo ningún escaño.